# 대목왕후
대목왕후 황보씨(大穆王后 皇甫氏, 생몰년 미상)는 고려의 제4대 국왕인 광종의 황후이다. 태조 왕건과 신정왕후의 딸이며, 제5대 왕 경종의 모후이다. 성과 본관은 외가를 따라 황주 황보씨(黃州 皇甫氏)이며, 정식시호는 안정선명의정신경공평정예대목왕후(安靜宣明懿正信敬恭平靜睿大穆王后)이다. 태목왕후(太穆王后)라고도 한다.

## 생애
태조(太祖)와 신정왕후(神靜王后)의 딸로 태어났으며, 이복오빠인 광종(光宗)와 혼인한 뒤 그가 형인 정종(定宗)의 선위를 받아 보위에 오르자 왕후가 되었다. 956년, 광종(光宗)이 노비안검법(奴婢按檢法)을 만들어 노예제도의 폐단을 시정하려 할 때 노예들이 주인을 멸시하고 배반하는 일이 자주 일어나자 노비안검법(奴婢按檢法)의 실시를 중지할 것을 광종(光宗)에게 건의했으나 거부되었다. 사후 대목왕후라는 시호가 추상되었고 광종(光宗)의 사당에 합사되었다.
이후 목종(穆宗) 5년 4월에 안정(安靜)이라는 시호가 추상되었으며, 현종(顯宗) 5년 3월에는 선명(宣明), 18년 4월에는 의정(懿正)과 신경(信敬), 문종(文宗) 10년 10월에는 공평(恭平), 고종(高宗) 40년 10월에는 정예(靜睿)라는 시호가 추상되었다.

## 가족 관계
본가 
- 조부-시조부 : 세조(世祖, ? ~897)
- 조모-시조모 : 위숙왕후(威肅王后)
  - 아버지-시아버지 : 태조(太祖, 877~943)
- 외조부 : 황보제공(皇甫悌恭)
- 외조모 : 미상
  - 어머니 : 신정왕후(神靜王后, ? ~983)
    - 오빠 : 추존 대종(戴宗)

  - 시어머니 : 신명순성왕후(神明順成王后)
    - 이복오빠 겸 남편 : 광종(光宗, 925~975)
      - 장남 : 경종(景宗, 955~981)
        - 손자 : 목종(穆宗, 980~1009)

      - 차남 : 효화태자(孝和太子)
      - 장녀 : 천추전부인(千秋殿夫人) - 천추전군(千秋殿君)에게 출가
      - 차녀 : 보화궁부인(寶華宮夫人)
      - 삼녀 : 문덕왕후(文德王后) - 성종 비
        - 외손녀 : 선정왕후(宣正王后)

## 대중 문화속에 나타나는 대목왕후

### TV 드라마
- 《제국의 아침》 (KBS, 2002년~2003년, 배우:전혜진)
- 《천추태후》 (KBS, 2009년~2009년, 배우:이영아)
- 《빛나거나 미치거나》 (MBC, 2015년~2015년, 배우:이하늬, 추예진)
- 《달의 연인 - 보보경심 려》 (SBS, 2016년~2016년, 배우:강한나)